# Arte y cultura clásicos

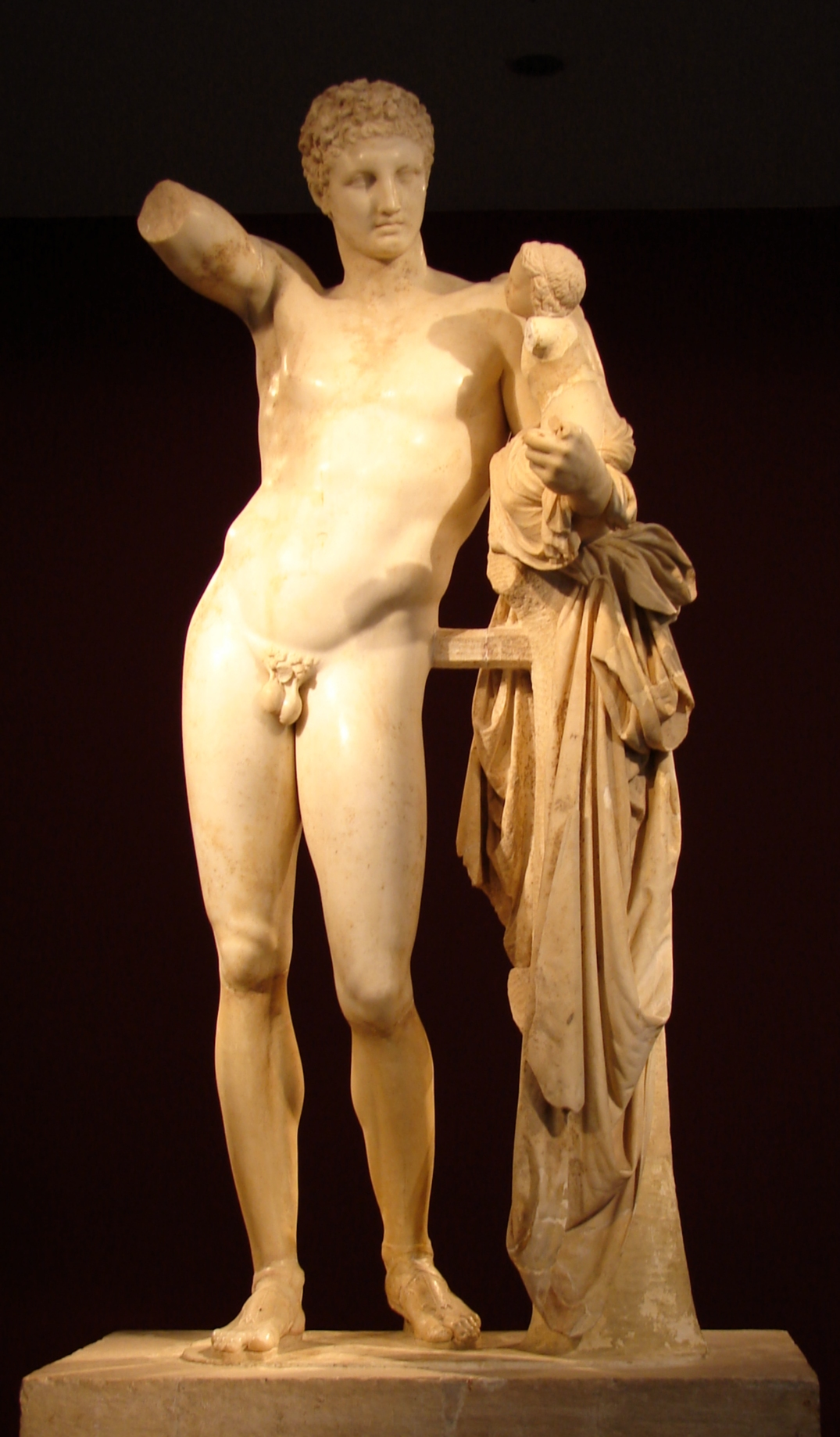
Hermes de Praxíteles, copia de época romana del original del

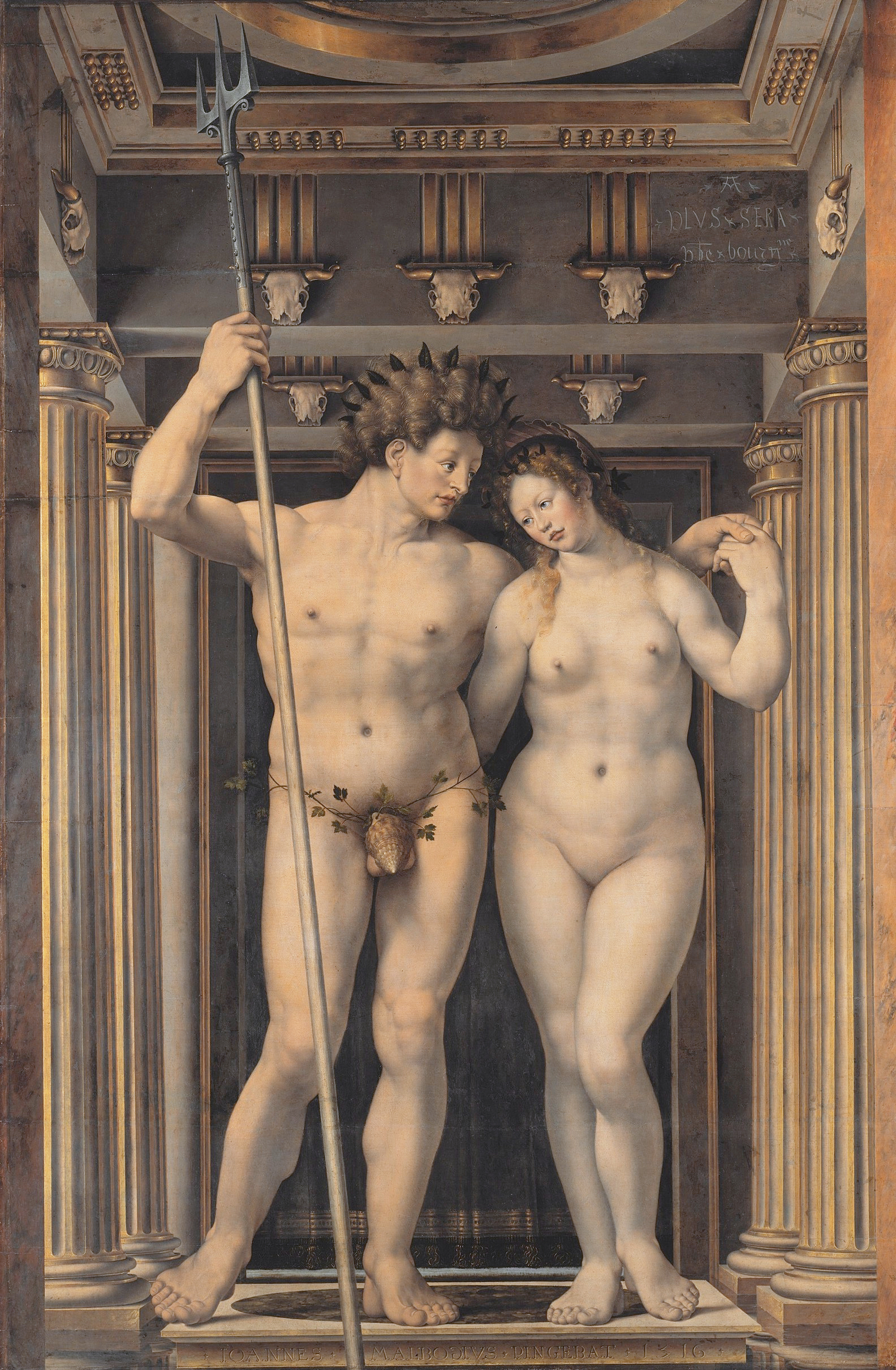
Neptuno y Anfítrite, de Mabuse (1516), uno de los "romanistas" flamencos.

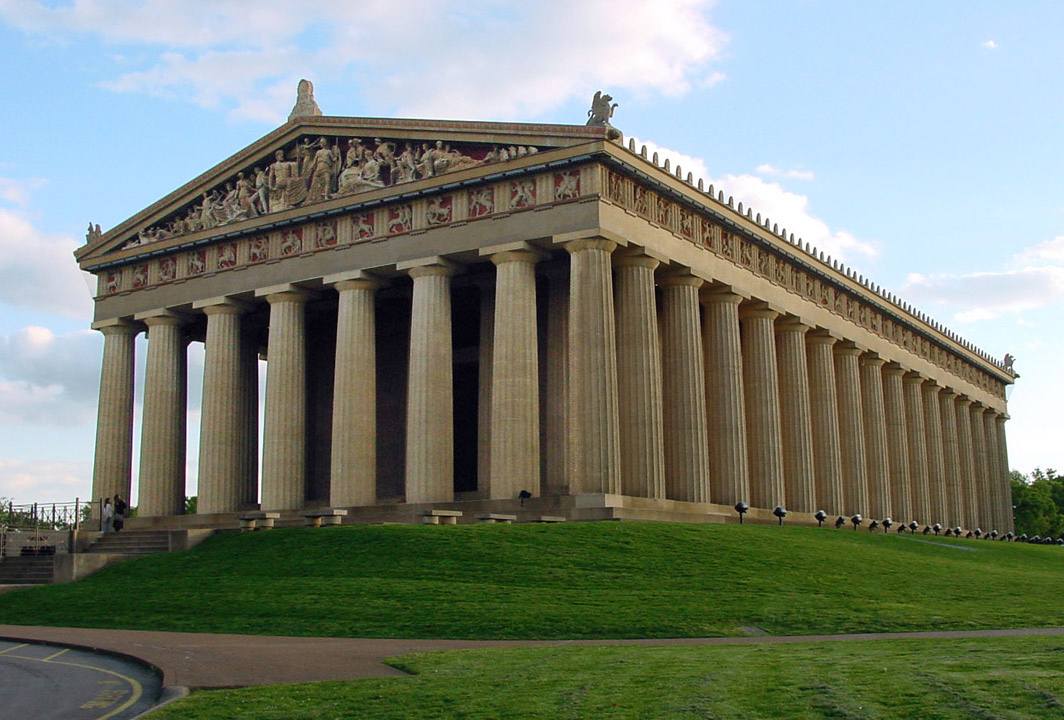
Partenón del Parque del Centenario de Nashville (1897), reconstrucción historicista del Partenón ateniense del

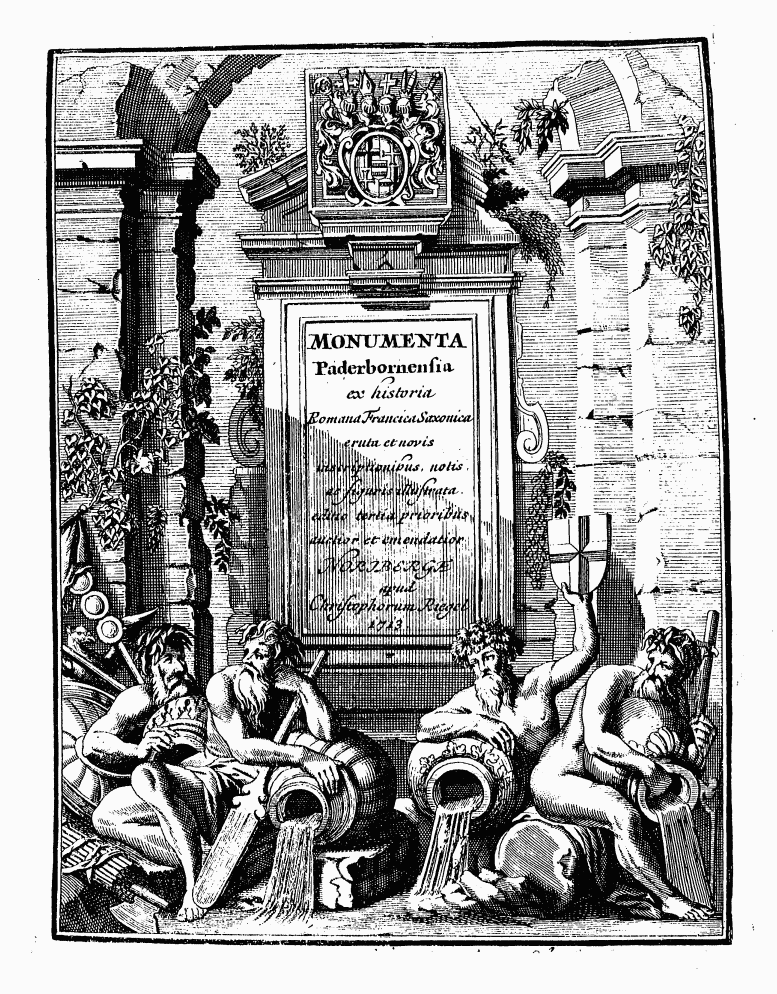
Monumenta Paderbornensia ex historia romana, francica, saxonica eruta, novis inscriptionibus, figuris, tabulis geographicis..., publicada entre 1669 y 1714. Entre las numerosas publicaciones eruditas de estructura semejante, destacan Monumenta Germaniae Historica o Corpus Inscriptionum Latinarum.

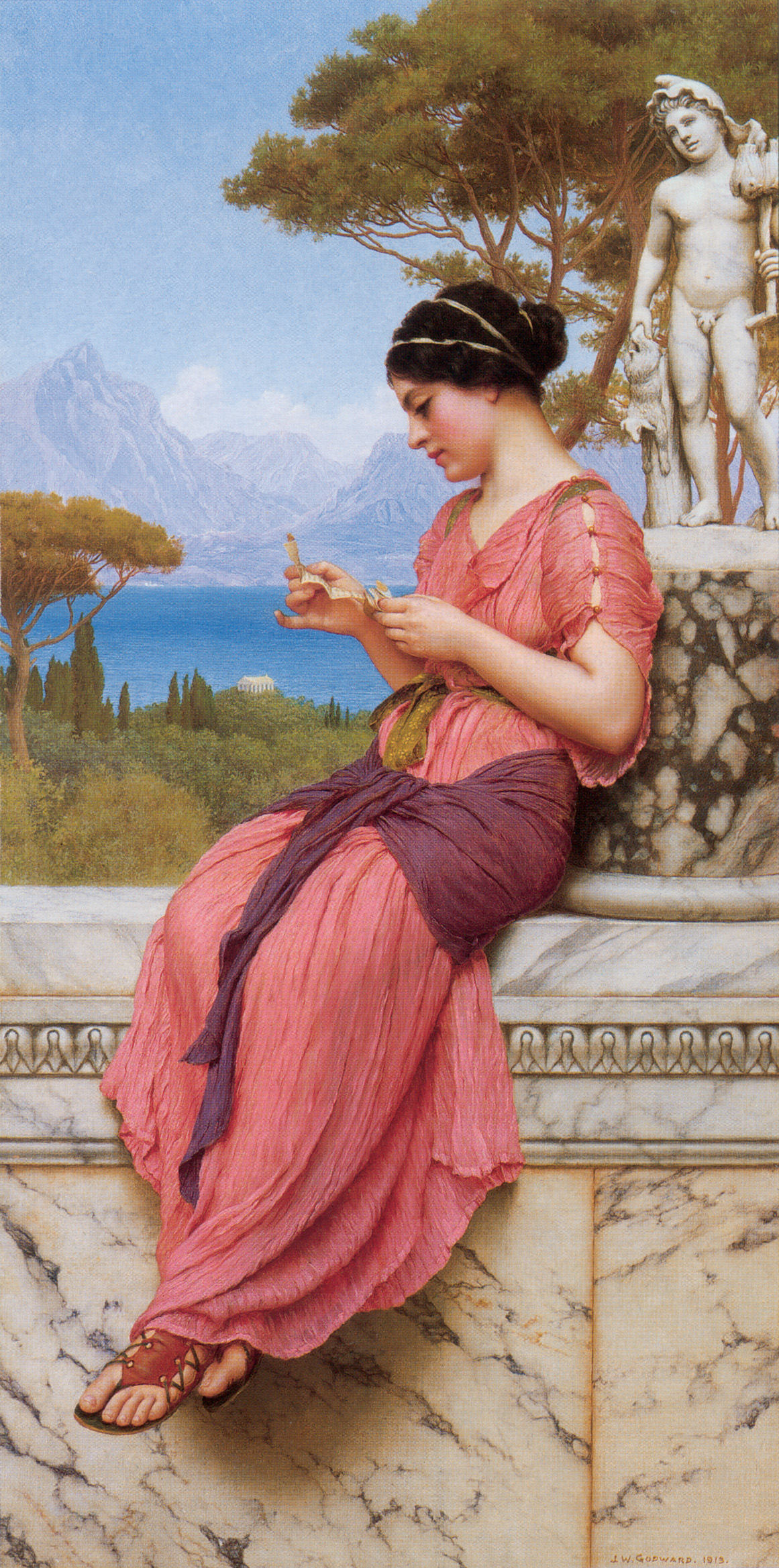
La carta de amor, de John William Godward (1913), un ejemplo de la vertiente kitsch del uso de la ambientación clásica.

Arte y cultura clásicos, o arte clásico y cultura clásica, son expresiones utilizadas para designar un amplio conjunto de conceptos culturales y artísticos de la civilización occidental vinculados a las civilizaciones clásicas, es decir, la griega y la romana; cuya extensión geográfica fue el llamado mundo grecolatino. Incluyen tanto la producción literaria de todo tipo como las denominadas bellas artes, las artes menores y la cultura material; así como las instituciones, tradiciones y costumbres. Fuera de su ámbito cronológico, también se incluye en estos conceptos su recuperación y revaloración a partir del Renacimiento.
Los límites temporales de la Antigüedad clásica dependen de distintos criterios de periodización. El más obvio es el que marca los hitos de comienzo y final en el siglo VIII a. C. (los primeros Juegos Olímpicos, 776 a. C. o la Fundación de Roma, 753 a. C.) y el siglo V d. C. (Caída del Imperio romano de Occidente, 476 d. C.); pero también se justifica terminar en el siglo III d. C. (pues desde el siglo IV d. C. comenzaría la hegemonía cultural del cristianismo); o comenzar en el III milenio a. C. (incluyendo así la civilización minoica y la civilización micénica, anteriores a la "Edad Oscura"). Como hitos en el ámbito de la literatura, los de la cultura clásica pueden ponerse en autores como Homero o Hesiodo (siglo VIII a. C.) y Apuleyo o Marco Aurelio (siglo II d. C.); mientras que en el de la cultura material, pueden ponerse en obras como el palacio de Cnosos (ca. 2000 a. C.) y la Columna Trajana (113 d. C.)
En la historia de Grecia se reserva el nombre de periodo clásico al que va de mediados del siglo V a. C. a mediados del siglo IV a. C. (una parte de él se conoce como siglo de Pericles), mientras que para Roma se hace lo propio para el periodo que va desde los últimos siglos de la República romana (siglo II a. C. y siglo I a. C.) hasta el apogeo del Imperio romano, con los Antoninos (siglo II d. C.).

## Antigüedad
En la periodización del arte antiguo (entendido como el arte occidental de la Edad Antigua), se suele identificar el periodo pre-clásico (civilizaciones del Antiguo Oriente Próximo), el periodo clásico (arte griego y romano) y el periodo post-clásico (arte de la Antigüedad Tardía: tardorromano, paleocristiano y bizantino).
En el ámbito de la literatura, la literatura clásica o grecorromana (tanto la literatura griega como la literatura latina) surgió primero en Grecia alrededor del siglo VIII antes de Cristo, y entre sus principales géneros encontramos la poesía, el teatro, la historia y la filosofía. Esta literatura fue originalmente escrita en griego antiguo y se considera que en su concepción de la antigüedad comprende desde los más antiguos trabajos escritos conservados hasta los trabajos de alrededor del siglo III después de Cristo. Este período se divide entre el preclásico, el clásico, el helenístico y el romano. Cada periodo tuvo obras y características específicas: el preclásico, que transcurrió entre el 800 y el 500 a. C. presentó un núcleo que giraba alrededor de la mitología, además de que solía ser concebida para transmitirse de forma oral en vez de escrita y podemos encontrar entre sus ejemplos obras del ciclo épico como la Iliada y la Odisea de Homero, o los trabajos de Hesíodo como la Teogonía o Trabajos y Días. El periodo clásico que va desde el 500 al 323 a. C. tuvo más influencia del drama y de la historia, pues muchos de los géneros de la literatura del este adquirieron importancia, como la poesía lírica, las odas o las dramatizaciones trágicas o cómicas. Destacan poetas como Sófocles o Eurípides, Aristófanes también, aunque él se dedicó más a la comedia en lugar de a la tragedia. En el campo de la historia está Heródoto, considerado el padre de la historia occidental, mientras que el terreno de la filosofía tuvo entre sus máximos exponentes a pensadores como Sócrates, Platón y Aristóteles. El período helenístico se considera que va desde la muerte de Alejandro Magno en el 323 a. C. y la dominación romana en el 31 a. C. La poesía de este período contó con significativas contribuciones de autores como Teocrito, Calímaco o Apolinio de Rodas, pero la que está considerada como la aportación de más valor es la traducción Septuaginta del antiguo testamento al griego. La edad latina o romana va del 31 a. C. al 284 d. C. y contribuyó mucho a los géneros de poesía, comedia, historia y tragedia. Entre sus figuras más prominentes tenemos a Cicerón, que es considerado un maestro de la prosa latina, o a Virgilio, compositor de 3 de los  más famosos poemas latinos: la Eneida, las Bucólicas y las Geórgicas.
En el ámbito del arte, el concepto de arte clásico o grecorromano se limita a veces a dos de las bellas artes: la escultura clásica y la arquitectura clásica; en cambio, el uso del concepto "pintura clásica", dada la escasez de restos de la pintura de la Antigua Grecia o de la pintura de la Antigua Roma de los que disponían los pintores de comienzos de la Edad Moderna, se extiende a las producciones pictóricas de estos: el Renacimiento clásico, el Clasicismo del siglo XVII o el Academicismo posterior; lo que en el contexto cronológico del arte contemporáneo se opone estilísticamente al concepto de arte moderno. En música, los conceptos de música clásica (equivalente al de música culta) o Clasicismo musical (el estilo de finales del XVIII y comienzos del XIX, que sigue al barroco y precede al Romanticismo) no se refieren en ningún caso a la música de la Antigüedad.
Entendida como civilización, también forman parte de la civilización clásica o greco-romana los demás rasgos de su cultura: creencias (mitología clásica —griega y romana—), vida cotidiana (costumbres griegas y romanas), economía, sociedad e instituciones griegas y romanas en todos sus aspectos (jurídico-políticos —griegos y romanos—, militares —griegos y romanos—, religiosos —griegos y romanos—, etc.)

## Lo clásico como herencia cultural de Occidente
Lo clásico es un término importante de la Historia de las ideas que desempeña una compleja función a un tiempo en los ámbitos histórico y teórico.
El arte y la cultura clásica se han considerado como la herencia cultural del mundo grecolatino a la civilización occidental. Mucho de lo que se conserva y se conoce de ese mundo fue gracias a que su reivindicación y recuperación consciente a partir del Renacimiento, entre los siglos  XV y XVI, el Clasicismo del siglo XVII y el Neoclasicismo del siglo XVIII, con distintas características. Los humanistas y artistas plásticos del Renacimiento italiano (los más importantes de ellos reunían en su propia persona ambas condiciones) se dedicaron a estudiar e imitar las obras de la Antigüedad que se conservaban en Roma y otras ciudades o que se descubrían casualmente (otorgando un valor extraordinario a un no excesivo número de piezas que, en su mayoría, desde el siglo XX pasaron a considerarse copias romanas de originales helenísticos y son por lo general minusvaloradas), a la revisión de los textos clásicos y su conservación; reinterpretando, adaptando a su época y fijando los cánones de la cultura clásica.
Durante los debates de la redacción del Proyecto de Constitución Europea (Tratado de Roma 2004, que finalmente no entró en vigor), uno de los asuntos que más se discutió fue cuáles son las raíces culturales y de civilización de Europa, y si convenía introducir en el texto del Tratado una cita expresa que pusiera o no al mismo nivel las raíces clásicas y las raíces cristianas del continente.

## Formación en  el ámbito clásico
La posesión de una formación intelectual que incluyera el conocimiento de los clásicos griegos y latinos (poseer una «cultura clásica») constituía tradicionalmente la prueba de una excelente educación, identificada con lo que se conocía como «letras», «humanidades» o «humanística». Sin embargo, la cada vez mayor separación entre la formación humanística y la científica a partir del siglo XIX, ha invalidado tal identificación, lo que ha terminado dando lugar, desde mediados del siglo XX, al denominado problema de «las dos culturas».